# Stawamus Chief Mountain
Stawamus Chief Mountain är ett berg i Kanada.   Det ligger i Squamish-Lillooet Regional District och provinsen British Columbia, i den sydvästra delen av landet, 3 500 km väster om huvudstaden Ottawa. Toppen på Stawamus Chief Mountain är 702 meter över havet, eller 316 meter över den omgivande terrängen. Bredden vid basen är 1,8 km.
Terrängen runt Stawamus Chief Mountain är bergig söderut, men norrut är den kuperad. Närmaste större samhälle är Squamish, 1,9 km nordväst om Stawamus Chief Mountain.
I omgivningarna runt Stawamus Chief Mountain växer i huvudsak barrskog. Trakten runt Stawamus Chief Mountain är nära nog obefolkad, med mindre än två invånare per kvadratkilometer.